# Pedro Trigueira
Pedro José da Silva Trigueira (Paredes, 4 gennaio 1988) è un calciatore portoghese, portiere dell'AVS.

## Statistiche

### Presenze e reti nei club
Statistiche aggiornate al 7 luglio 2017.
| Stagione             | Squadra              | Campionato           | Campionato | Campionato | Coppe nazionali | Coppe nazionali | Coppe nazionali | Coppe continentali | Coppe continentali | Coppe continentali | Altre coppe | Altre coppe | Altre coppe | Totale | Totale | Totale |
| Stagione             | Squadra              | Comp                 | Pres       | Reti       | Comp            | Pres            | Reti            | Comp               | Pres               | Reti               | Comp        | Pres        | Reti        | Pres   | Reti   |        |
| -------------------- | -------------------- | -------------------- | ---------- | ---------- | --------------- | --------------- | --------------- | ------------------ | ------------------ | ------------------ | ----------- | ----------- | ----------- | ------ | ------ | ------ |
| 2007-2008            | Ribeirão             | SD                   | 17         | -21        | TP+TL           | 0+1             | 0;-2            |                    | -                  | -                  |             | -           | -           | 18     | -23    |        |
| 2008-2009            | Boavista             | SL                   | 8          | -14        | TP+TL           | 2+0             | -2;0            |                    | -                  | -                  |             | -           | -           | 10     | -16    |        |
| 2009-2010            | Rio Ave              | PL                   | 0          | 0          | TP+TL           | 1+0             | -1;0            |                    | -                  | -                  |             | -           | -           | 1      | -1     |        |
| 2010-2011            | Rio Ave              | PL                   | 1          | 0          | TP+TL           | 1+0             | -1;0            |                    | -                  | -                  |             | -           | -           | 2      | -1     |        |
| Totale Rio Ave       | Totale Rio Ave       | Totale Rio Ave       | 1          | 0          |                 | 2               | -2              |                    | -                  | -                  |             | -           | -           | 3      | -2     |        |
| 2011-2012            | Trofense             | SL                   | 13         | -22        | TP+TL           | 1+0             | -2;0            |                    | -                  | -                  |             | -           | -           | 14     | -24    |        |
| 2012-2013            | Cinfães              | SD                   | 29         | -27        | TP+TL           | 1+0             | 0               |                    | -                  | -                  |             | -           | -           | 30     | -27    |        |
| 2013-2014            | União Madeira        | SL                   | 37         | -36        | TP+TL           | 0+2             | 0;-2            |                    | -                  | -                  |             | -           | -           | 39     | -38    |        |
| 2014-2015            | União Madeira        | SL                   | 35         | -32        | TP+TL           | 0+2             | 0;-1            |                    | -                  | -                  |             | -           | -           | 0      | 0      |        |
| Totale Uniao Madeira | Totale Uniao Madeira | Totale Uniao Madeira | 72         | -68        |                 | 4               | -3              |                    | -                  | -                  |             | -           | -           | 76     | -71    |        |
| 2015-2016            | Académica            | PL                   | 33         | -54        | TP+TL           | 0               | 0               |                    | -                  | -                  |             | -           | -           | 0      | 0      |        |
| 2016-2017            | Vitória Setúbal      | PL                   | 6          | -7         | TP+TL           | 3+4             | -1;-4           |                    | -                  | -                  |             | -           | -           | 13     | -12    |        |
| Totale carriera      | Totale carriera      | Totale carriera      | 179        | -213       |                 | 18              | -16             |                    | -                  | -                  |             | -           | -           | 197    | -229   |        |